# Ixora uahukaensis
Ixora uahukaensis är en måreväxtart som beskrevs av David H. Lorence och Warren Lambert Wagner. Ixora uahukaensis ingår i släktet Ixora och familjen måreväxter. Inga underarter finns listade i Catalogue of Life.